# Hun Manet
Hun Manet (Memot, 20 de outubro de 1977) é um general de exército e político cambojano que atualmente serve nas Forças Armadas Reais do Camboja (RCAF) como comandante do Exército Real do Camboja desde 2018. É o filho mais velho do primeiro-ministro Hun Sen e Bun Rany. Ele também lidera a força-tarefa de contraterrorismo do país. Embora atualmente não ocupe nenhum cargo político, Manet é membro do Comitê Permanente do Partido Popular do Camboja, o órgão de tomada de decisão do partido, e é o chefe de sua ala jovem.
Manet cresceu e recebeu sua educação geral em Phnom Penh e mais tarde ingressou nas forças armadas em 1995, o mesmo ano em que ingressou na Academia Militar dos Estados Unidos em West Point. Tendo recebido seu diploma em 1999, Manet se tornou o primeiro cambojano a se formar na prestigiosa academia.
Ele foi mencionado por ambos os meios de comunicação e pelo próprio Hun Sen como candidato a primeiro-ministro. Isso foi oficializado formalmente em 4 de dezembro de 2021, quando Manet foi eleito por unanimidade pelo Comitê Central do Partido Popular do Camboja para ser o futuro candidato do partido a primeiro-ministro depois de Hun Sen, tornando-o primeiro-ministro em espera. Após as eleições gerais do Camboja de 2023, em 26 de julho, Hun Sen anunciou sua renúncia ao cargo de primeiro-ministro, tornando oficialmente Manet o primeiro-ministro designado. Assumiu como primeiro-ministro em 22 de agosto de 2023.

## Biografia
Manet nasceu em 20 de outubro de 1977 na vila de Koh Thmar, Distrito de Memot, província de Kampong Cham durante o governo Khmer Vermelho do Camboja como o segundo filho de Hun Sen e Bun Rany. Na noite de seu nascimento, uma luz brilhante voou sobre o telhado da casa, da qual Hun Sen acreditava que seu filho nasceu de um ser sobrenatural que é adorado na vila de Koh Thmar.
Manet cresceu e recebeu sua educação geral em Phnom Penh, e mais tarde ingressou nas Forças Armadas Reais do Camboja (RCAF) em 1995, mesmo ano em que ingressou na Academia Militar dos Estados Unidos em West Point. Tendo recebido seu diploma em maio de 1999, ele se tornou o primeiro graduado cambojano da academia e um dos apenas sete cadetes estrangeiros a se formar naquele ano. Após a formatura em West Point, ele recebeu seu diploma de bacharel em economia e uma comissão como tenente do Exército Real do Camboja. Ele também recebeu seu Master of Arts em economia pela New York University, EUA, em 2002, e um PhD em economia pela Universidade de Bristol, Reino Unido, em 2009, intitulado "O que determina a distribuição do tamanho da empresa e a integração estrutural? Um estudo entre condados".
Em 30 de junho de 2018, semanas antes das eleições parlamentares, Hun Sen nomeou seu segundo filho mais velho, Hun Manet, para cargos militares mais altos em uma tentativa de preparar seu filho para o cargo de primeiro-ministro quando ele se aposentar na política ou morrer, solidificando efetivamente a dinastia política Hun no Camboja. Ele foi mencionado por Hun Sen como seu potencial sucessor.
Em junho de 2020, Manet foi promovido a chefe da ala jovem do CPP. Hun Sen anunciou publicamente seu endosso à candidatura de Manet como primeiro-ministro pela primeira vez em dezembro de 2021. Embora nunca tenha expressado publicamente interesse no cargo, ele recebeu forte apoio de vários ministros do governo, membros do partido, bem como do influente Comitê Permanente do CPP. Foi candidato a membro do parlamento pelo eleitorado de Phnom Penh nas eleições gerais de 2023, que é um requisito para se tornar primeiro-ministro.

## Serviço militar
Hun Manet ingressou no exército em 1995, mesmo ano em que ingressou na Academia Militar dos Estados Unidos. Ele se tornou Major General em janeiro de 2011, apenas alguns meses depois de ser nomeado vice-comandante do Exército Real do Camboja e vice-chefe do Estado-Maior Conjunto da RCAF. Manet desempenhou um papel proeminente nas negociações durante a Disputa de fronteira entre Camboja e Tailândia em 2008. Ele se tornou um tenente-general em junho de 2013 e mais tarde foi promovido a general de quatro estrelas em julho de 2018, coincidindo com sua assunção de responsabilidades como vice-comandante-em-chefe das Forças Armadas Reais do Camboja (RFAC). Seu irmão mais novo, Hun Manith, também serve no exército, como brigadeiro-general. Em 20 de abril de 2023, Hun Manet foi oficialmente promovido ao posto de general de quatro estrelas. O Ministro da Defesa Tea Banh descreveu sua promoção como um reflexo de seus esforços para "servir à nação, aos militares e ao povo cambojano".

## Vida pessoal
Hun Manet é casado com Pich Chanmony, filha de Pich Sophoan, ex-secretário de Estado do Ministério do Trabalho. Um de seus filhos é um cidadão americano, nascido enquanto Manet estudava lá.